# Alun Michael
Alun Edward Michael, né le 22 août 1943 à Bryngwran, est un journaliste et homme politique britannique membre du Parti travailliste (Labour).
Journaliste ayant suivi ses études en Angleterre, il est élu conseiller municipal de Cardiff en 1973 puis député à la Chambre des communes en 1987.
En 1998, Tony Blair le nomme secrétaire d'État pour le Pays de Galles et il est choisi par le Parti travailliste gallois comme chef de file aux élections parlementaires du 6 mai 1999. Il y remporte une majorité relative et devient alors Premier secrétaire du pays de Galles à la tête d'un gouvernement minoritaire.
Il démissionne au bout de neuf mois, sous la menace de l'adoption d'une motion de censure, et quitte peu après l'Assemblée nationale du pays de Galles. Toujours membre du Parlement britannique, il renonce à son siège en 2012 et se fait élire commissaire policier et criminel du sud du pays de Galles.

## Biographie

### Études et vie professionnelle
Il s'inscrit à l'université de Keele, en Angleterre, en 1962, où il étudie la philosophie et l'anglais. Il obtient son baccalauréat universitaire ès lettres quatre ans plus tard.
Il commence alors à travailler en tant que journaliste au South Wales Echo, basé à Cardiff. Il abandonne ce poste en 1971 pour exercer le métier de « travailleur communautaire ». Il devient en outre juge de paix l'année suivante.

### Engagement politique

#### Débuts et ascension
Élu au conseil municipal de Cardiff en 1973, il est investi par le Labour pour les élections législatives anticipées du 11 juin 1987. Il postule dans la circonscription de Cardiff South and Penarth, précédemment représentée par James Callaghan. Avec 46,7 % des voix, il remporte le scrutin et se trouve élu à la Chambre des communes à 43 ans.
Le 27 octobre 1998, le Premier ministre Tony Blair fait appel à lui pour occuper les fonctions de secrétaire d'État pour le Pays de Galles. Il supervise alors la fin du processus de dévolution du pouvoir engagé par son prédécesseur Ron Davies, contraint à la démission.

#### Premier secrétaire du pays de Galles
Il se présente aux premières élections parlementaires galloises, le 6 mai 1999, en tant que chef de file. Il remporte alors un siège dans la région électorale de Mid and West Wales et se trouve donc élu à l'Assemblée nationale du pays de Galles. Le 12 mai, Alun Michael est investi Premier secrétaire du pays de Galles à 55 ans. Il forme un gouvernement minoritaire, le Parti travailliste gallois (WL) ne comptant que 28 députés sur 60 à l'Assemblée. Il démissionne deux mois et demi plus tard du gouvernement britannique.
Il remet sa démission le 9 février 2000, après moins de neuf mois en fonction. Il devance ainsi le vote d'une motion de censure déposée par le Plaid Cymru, qui disposait du soutien des deux autres partis de l'opposition. Il renonce à son mandat de député provincial trois mois plus tard.

#### Des Communes à un poste d'élu local
Il continue de siéger aux Communes jusqu'à sa démission, le 22 octobre 2012. Le 15 novembre suivant, il est élu commissaire policier et criminel de la circonscription South Wales. Après les transferts de vote, il remporte 7 500 voix d'avance sur le candidat le plus proche, alors qu'il le devançait de 20 200 suffrages au premier décompte.

### Vie privée
Il est l'époux de Mary Sophia Crawley et père de cinq enfants.